# Nuon Phaly
Nuon Phaly (en khmer : នួន ផល្លី) née en 1942 et morte le 17 novembre 2012 est une cambodgienne qui milite pour le soutien en santé mentale des femmes survivantes du génocide cambodgien et de leurs enfants. Elle est connue pour la création du Centre Khmer pour le soulagement de la dépression (Khmer People's Depression Relief Centre) et de l'Orphelinat Future Light. Nuon Phaly a reçu le Prix Ramon Magsaysay pour le leadership Communautaire en 1998 en hommage à son engagement en faveur des femmes et des enfants traumatisés, en les aidant à reconstruire leur vie,.
Phaly et son mari ont créé la fondation Future Light Orphenage à Phnom Penh. En 2000, l'orphelinat hébergeait 285 enfants, tout en offrant un soutien psychologique et une formation aux veuves. Phaly a décrit son approche en trois étapes : (1) oublier, en encourageant les femmes à pratiquer des loisirs comme la broderie ; '2) se former, notamment en compétences parentales et professionnelles ; et (3) aimer, en participant à des activités d’auto-soin.

## Reconnaissance
En 1998, Phaly a reçu le prix Ramon-Magsaysay pour le Leadership Communautaire « pour son engagement désintéressé à aider les femmes et les enfants traumatisés par la guerre à reconstruire leur esprit et leur vie après la grande tragédie nationale du Cambodge »,.